# Ford Frick
Ford Christopher Frick (19 décembre 1894 – 8 avril 1978) est un journaliste sportif, président de la Ligue nationale de baseball et commissaire du baseball.
Le Prix Ford C. Frick, la plus haute distinction remise aux journalistes couvrant le baseball en Amérique du Nord, porte son nom.

## Biographie
Né à Wawaka, Indiana aux États-Unis, Ford Frick est d'abord journaliste sportif. Écrivain, il est notamment le « nègre » de Babe Ruth.
Frick est président de la Ligue nationale de baseball, l'une des deux composantes des Ligues majeures de baseball (MLB) de 1934 à 1951. À la fin des années 1930, il se consacre notamment à établir le Temple de la renommée du baseball. C'est durant son passage à la tête de la ligue que Jackie Robinson brise la barrière de la ségrégation raciale aux États-Unis en devenant le premier joueur Afro-Américain à jouer au baseball majeur. L'avènement historique de Robinson ne se fait pas sans heurts, et Frick menace de sérieuses suspensions des joueurs et des dirigeants qui s'apprêtaient à contester la présence de Robinson sur les terrains.
En 1951, il accepte le poste de commissaire du baseball. Succédant à Happy Chandler, il est la troisième personne à occuper ce poste, qu'il conserve jusqu'en 1965 lorsque William Eckert entre en fonctions. L'une des controverses du passage de Frick à la tête des Ligues majeures est l'ambigüité au sujet du nouveau record de coups de circuit en une saison établi par Roger Maris en 1961. Frick tente de faire valoir que le record de 61 circuits de Maris doit être distinct du précédent record de 59 circuits de Babe Ruth, puisqu'à l'époque de ce dernier les saisons de baseball avaient 154 parties et non 162. Il est vrai que le nom de Maris était précédé d'une astérisque dans le livre des records jusqu'en 1991 soit 6 ans après la mort de ce dernier que l'astérisque fut enlever .
C'est durant les années Frick que le baseball prend de l'expansion dans l'Ouest américain avec les transferts des Dodgers de Brooklyn vers Los Angeles et des Giants de New York vers San Francisco, faisant des Ligues majeures une ligue professionnelle véritablement établie à la grandeur des États-Unis. Il chapeaute aussi l'expansion de 1960 qui voit l'entrée des Senators de Washington (qui devinrent plus tard les Rangers du Texas) et des Angels de Los Angeles.
Frick rédige plusieurs textes au cours de sa vie, notamment un poème sur Babe Ruth intitulé Along came Ruth et un article intitulé The 10 Commandments of Umpiring (Les dix commandements de l'arbitre) pour Baseball Digest en 1949.
En 1970, il est admis au Temple de la renommée du baseball par le Comité des vétérans.
En 1973 paraissent ses mémoires : Games, Asterisks, and people: Memoirs of a Lucky Fan.
Il meurt le 8 avril 1978 à Bronxville dans l'État de New York.

## Prix Ford C. Frick
À partir de 1978, soit après le décès de Frick, est remis le prix Ford C. Frick qui récompense les journalistes couvrant les activités du baseball majeur.